# モンゴメリー郡 (ジョージア州)

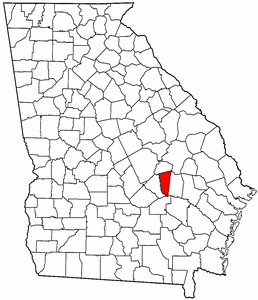

モンゴメリー郡（Montgomery County）は、アメリカ合衆国ジョージア州にある郡である。人口は8,610人（2020年）。名称はアメリカ独立戦争の将軍リチャード・モントゴメリーに由来する。郡庁所在地はマウントバーノンである。

## 地理
アメリカ合衆国統計局によると、この郡は総面積641 km2 (247 mi2) である。このうち635 km2 (245 mi2) が陸地で5 km2 (2 mi2) が水地域である。総面積の0.80%が水地域となっている。

## 人口動勢
2000年現在の国勢調査で、この郡は人口8,270人、2,919世帯、及び2,063家族が暮らしている。人口密度は13/km2 (34/mi2) である。6/km2 (14/mi2) の平均的な密度に3,492軒の住宅が建っている。この郡の人種的な構成は白人69.72%、アフリカン・アメリカン27.24%、先住民0.07%、アジア0.19%、太平洋諸島系0.02%、その他の人種2.13%、及び混血0.62%である。ここの人口の3.28%はヒスパニックまたはラテン系である。
この郡内の住民は25.00%が18歳未満の未成年、18歳以上24歳以下が12.80%、25歳以上44歳以下が30.20%、45歳以上64歳以下が21.40%、及び65歳以上が10.60%にわたっている。中央値年齢は34歳である。女性100人ごとに対して男性は105.10人である。18歳以上の女性100人ごとに対して男性は105.50人である。
この郡内の世帯ごとの平均的な収入は30,240米ドルであり、家族ごとの平均的な収入は38,418米ドルである。男性は27,572米ドルに対して女性は21,342米ドルの平均的な収入がある。この郡の一人当たりの収入 (per capita income) は14,182米ドルである。人口の19.90%及び家族の15.80%は貧困線以下である。全人口のうち18歳未満の24.70%及び65歳以上の23.90%は貧困線以下の生活を送っている。

## 都市及び町
- Ailey
- アルストン （Alston）
- Higgston
- マウントバーノン （Mount Vernon）
- タリータウン （Tarrytown）
- Uvalda